# Дойринг, Макс
Макс Дойринг (9 декабря 1907 — 20 декабря 1984) — немецкий математик. Он известен своими работами по арифметической геометрии, в частности по эллиптическим кривым в положительной характеристике. Он также работал в области аналитической теории чисел.
Дойринг окончил Гёттингенский университет в 1930 году, затем начал работать с Эмми Нётер, которая отметила его математические способности ещё во время учебы в университете. Когда в 1933 году ей пришлось покинуть Германию, она настояла, чтобы университет предложил её место Дойрингу. В 1935 году он опубликовал доклад под названием «Алгебры», который обеспечил ему известность в мире математики. Он продолжил службу в качестве ординария в Марбурге и Гамбурге, затем занял должность офицера-учёного в Геттингене, где и оставался до своей отставки.
Дойринг был членом общества Леопольдина. Среди его аспирантов — Макс Кёхер и Ханс-Эгон Рихерт.

## Избранные произведения
- Алгебры, Шпрингер, 1935
- Sinn und Bedeutung der mathematischen Erkenntnis, Феликс Майнер, Гамбург, 1949
- Klassenkörper der der koplexen Multiplikation, Тойбнер, 1958[3]
- Лекции по теории алгебраических функций одной переменной, 1973 (из лекций в Институте Тата, Мумбаи)

## Внешние ссылки
- Биография Мактьютора
- (нем.) Некролог в Acta Arithmetica
- Дойринг, Макс (англ.) в проекте «Математическая генеалогия»
- (нем.) Биографическая страница